# Vijay Pur
Vijay Pur é uma cidade no distrito de Jammu, no estado indiano de Jammu e Caxemira.

## Demografia
Segundo o censo de 2001, Vijay Pur tinha uma população de 6400 habitantes. Os indivíduos do sexo masculino constituem 52% da população e os do sexo feminino 48%. Vijay Pur tem uma taxa de literacia de 73%, superior à média nacional de 59,5%: a literacia no sexo masculino é de 77% e no sexo feminino é de 69%. Em Vijay Pur, 12% da população está abaixo dos 6 anos de idade.